# Kristen Bording
Kristen Mortensen Bording, född 11 april 1876 och död 26 september 1967, var en dansk politiker.
Bording var från 1903 hemmansägare i Bøgballe, deltog i husmansrörelsen i trakten av Vejle, och var från 1918 socialdemokratisk medlem av Folketinget. Åren 1924–1926, 1929–1945 och 1947–1950 var han dansk jordbruksminister.